# Gabriela Scherer (Germanistin)
Gabriela Scherer (* 1963 in Baden AG) ist eine Schweizer Germanistin.

## Leben
Gabriela Scherer studierte von 1983 bis 1985 und von 1986 bis 1989 Germanistik, Anglistik und Literaturkritik an der Universität Zürich. Von 1990 bis 1996 arbeitete sie als Assistentin am Deutschen Seminar der Universität Zürich. Sie promovierte 1992 bei Rolf Tarot mit einer Arbeit zu Irmtraud Morgner. Von 1996 bis 1999 war sie Forschungsstipendiatin an der Universität Zürich und Lehrbeauftragte an der Humboldt-Universität Berlin. Von 2000 bis 2004 arbeitete sie als freie Mitarbeiterin für verschiedene Schulbuchverlage (Klett, Cornelsen, Volk und Wissen). Von 2003 bis 2011 war sie Akademische Rätin am Institut für Deutsche Sprache und Literatur und ihre Didaktik der Pädagogischen Hochschule Heidelberg. Seit 2011 ist sie Professorin für Literaturwissenschaft und Literaturdidaktik am Institut für Germanistik an der Universität Koblenz-Landau (seit 2023: Rheinland-Pfälzische Technische Universität Kaiserslautern-Landau).

## Schriften (Auswahl)
- Zwischen „Bitterfeld“ und „Orplid“. Zum literarischen Werk Irmtraud Morgners. Bern 1992, ISBN 3-261-02988-9.
- Bis daß der Tod euch scheidet .... Leib-seelische Fügungen in Liebesgeschichten um 1800. Bielefeld 2002, ISBN 3-89528-361-4.
- mit Björn Hayer: Vermessungen. Neuere Tendenzen in der Gegenwartsliteratur. Konzepte für den Unterricht. Trier 2016, ISBN 3-86821-665-0.
- mit Karin Vach: Interkulturelles Lernen mit Kinderliteratur. Unterrichtsvorschläge und Praxisbeispiele. Seelze 2019, ISBN 3-7727-1304-1.